# Obszar Chronionego Krajobrazu Puszcza nad Drawą
Obszar Chronionego Krajobrazu „Puszcza nad Drawą” – obszar chronionego krajobrazu o powierzchni 62 200 ha położony na terenie województw zachodniopomorskiego i wielkopolskiego.

## Historia i status prawny
Obszar Chronionego Krajobrazu „Puszcza nad Drawą” został utworzony Uchwałą Nr IX/56/89 Wojewódzkiej Rady Narodowej w Pile z dnia 31 maja 1989 r. (Dz. Urz. Woj. Pilskiego Nr 11/89 poz.95) potwierdzoną Rozporządzeniem Nr 5/98 Wojewody Pilskiego z dnia 15 maja 1998 r. (Dz. Urz. Woj. Pilskiego Nr 13/98 poz. 83). Po reformie administracyjnej w 1999 roku znalazł się w granicach województw zachodniopomorskiego i wielkopolskiego.
W części obszaru położonej w województwie zachodniopomorskim aktualnie obowiązującym aktem prawnym jest „Obwieszczenie Sejmiku Województwa Zachodniopomorskiego z dnia 31 marca 2014 r. w sprawie ogłoszenia tekstu jednolitego uchwały w sprawie obszarów chronionego krajobrazu” z późniejszymi zmianami.
Na obszarze województwa wielkopolskiego nadal obowiązuje Rozporządzenie Wojewody Pilskiego z 1998 roku. Wojewoda Wielkopolski wydał w 2008 roku rozporządzenie Nr 2/08 regulujące status i granice obszaru w ramach województwa wielkopolskiego, jednak zostało ono zaskarżone, a wyrokiem Wojewódzkiego Sądu Administracyjnego w Poznaniu z dnia 21 września 2011 r. stwierdzono jego nieważność.

## Położenie i powierzchnia
OChK „Puszcza nad Drawą” obejmuje obszar mezoregionów: Równina Drawska i Pojezierze Wałeckie. Na całej długości swojej zachodniej granicy sąsiaduje z Drawieńskim Parkiem Narodowym (otulina Parku zawiera się w granicach obszaru) i Obszarem Chronionego Krajobrazu Puszcza Drawska.
Łączna powierzchnia obszaru wynosi 62 200 ha, w tym 33 280 ha w województwie zachodniopomorskim.
W województwie zachodniopomorskim teren OChK „Puszcza nad Drawą” leży w powiecie wałeckim – w gminach Tuczno, Człopa i Wałcz.
W województwie wielkopolskim OChK leży na terenie powiatu czarnkowsko-trzcianeckiego – w gminach Trzcianka, Wieleń i Krzyż Wielkopolski.

## Ogólna charakterystyka
Obszar Chronionego Krajobrazu „Puszcza nad Drawą” obejmuje południowo-wschodnią część wielkiego kompleksu leśnego z pozostałościami dawnej Puszczy Drawskiej. Leży nad rzekami Drawą i Bukówką oraz ich dopływami, m.in. Płociczną. Obszar wyróżnia się wybitnymi walorami przyrodniczo-krajobrazowymi – występują tu malownicze doliny rzek, rynny polodowcowe z licznymi jeziorami, wody powierzchniowe są czyste, a teren charakteryzuje się wysoką lesistością (lasy zajmują 82,2% powierzchni, a wody 3,6%). Największym akwenem obszaru jest jezioro Szczuczarz.
Tereny OChK „Puszcza nad Drawą” leżą na wysokościach od 137 m n.p.m. w okolicach Mielęcina w północnej części obszaru, do 30 m n.p.m. w pobliżu Krzyża Wielkopolskiego w południowej części obszaru.

## Flora i fauna
Wśród lasów regionu dominują bory sosnowe, głównie o charakterze lasów gospodarczych. Licznie występują w nich widłaki, pomocnik baldaszkowy czy gruszyczki. Dąbrowy, liczące ponad 150 lat, porastają kilkaset hektarów w pobliżu Drawy, w Nadleśnictwie Krzyż. Rośnie w nich bardzo rzadkie w Polsce drzewo, objęte ścisłą ochroną gatunkową – jarząb brekinia. Okolice Kuźnicy Żelichowskiej porasta starodrzew bukowy, a pobliżu Smolarni znajduje się stary las grądowy. Najrzadsze gatunki roślin (m.in. turzyca strunowa i lipiennik Loesela) skupiają się na śródleśnych torfowiskach.
Obszar stanowi ostoję ginących zwierząt m.in. bielika, puchacza, bociana czarnego, żurawia i bobra, znajduje się tu także tarlisko łososia szlachetnego. Z ciekawszych gatunków ptaków występują tu również m.in. rybołów, orlik krzykliwy, kania, wąsatka, kropiatka, sowa błotna, gągoł, tracz nurogęś.

## Rezerwaty przyrody
Na terenie OChK „Puszcza nad Drawą” znajduje się 7 rezerwatów przyrody (wszystkie zlokalizowane są w województwie zachodniopomorskim):
1. Bagno Raczyk
2. Bukowskie Bagno
3. Leśne Źródła
4. Mokradła koło Leśniczówki Łowiska
5. Mszary Tuczyńskie
6. Nad Jeziorem Liptowskim
7. Stary Załom

## Nadzór
Nadzór nad obszarem w granicach województwa zachodniopomorskiego sprawuje Sejmik Województwa Zachodniopomorskiego.
W województwie wielkopolskim w związku ze stwierdzeniem nieważności rozporządzenia Wojewody Wielkopolskiego z 2006 roku konieczna jest zmiana przepisów wskazujących sprawującego nadzór.